# Scotichronicon

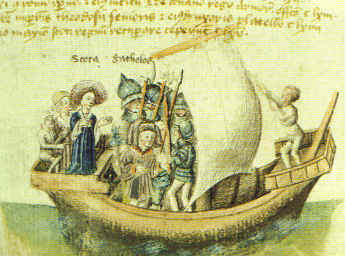
Illustratie uit het boek.

De Scotichronicon is een 15e-eeuwse kroniek, geschreven door de Schotse historicus Walter Bower. Het is een vervolg op John Forduns vroegere werk Chronica Gentis Scotorum. De National Library of Scotland omschrijft dit werk als "mogelijk de belangrijkste verslaggeving van de vroege Schotse geschiedenis" en merkt daarbij op dat een sterke weergave biedt van de nationale identiteit en een blik op de wereld van de middeleeuwse commentator.
Bower begon met dit werk rond 1440 na een verzoek van een buurtgenoot genaamd Sir David Stewart van Rosyth. Het complete werk bestond in zijn oorspronkelijke vorm uit zestien boeken, waarvan de eerste vijf (met een klein gedeelte van het zesde boek) van John Fordun waren. Bower gaat dan verder met het omschrijven van de regeringen van Robert I van Schotland en Jacobus I van Schotland. Het werk voltooide hij in 1447. Tijdens die periode was hij abt van de Abdij van Incholm op het gelijknamige eiland.